# Liste der Baudenkmäler in Stockheim (Unterfranken)
Auf dieser Seite sind die Baudenkmäler in der unterfränkischen Gemeinde Stockheim zusammengestellt. Diese Tabelle ist eine Teilliste der Liste der Baudenkmäler in Bayern. Grundlage ist die Bayerische Denkmalliste, die auf Basis des Bayerischen Denkmalschutzgesetzes vom 1. Oktober 1973 erstmals erstellt wurde und seither durch das Bayerische Landesamt für Denkmalpflege geführt wird. Die folgenden Angaben ersetzen nicht die rechtsverbindliche Auskunft der Denkmalschutzbehörde.
 Diese Liste gibt den Fortschreibungsstand vom 14. April 2020 wieder und enthält 31 Baudenkmäler.

## Ortsbefestigung
Von der spätmittelalterlichen Ortsbefestigung sind Mauerreste des 15./16. Jahrhunderts an der Streu und an der Nordostseite des Ortes erhalten. Im Nordosten befinden sich zwei Rundtürme, einer mit Zinnen und waagerechten Schießscharten, der andere mit senkrechten Schlitzfenstern und Rundbogeneingang in Höhe des ehemaligen Wehrgangs. Adressen: An der Streu, Am Dorfgraben. Aktennummer: D-6-73-170-1.
Bilder.

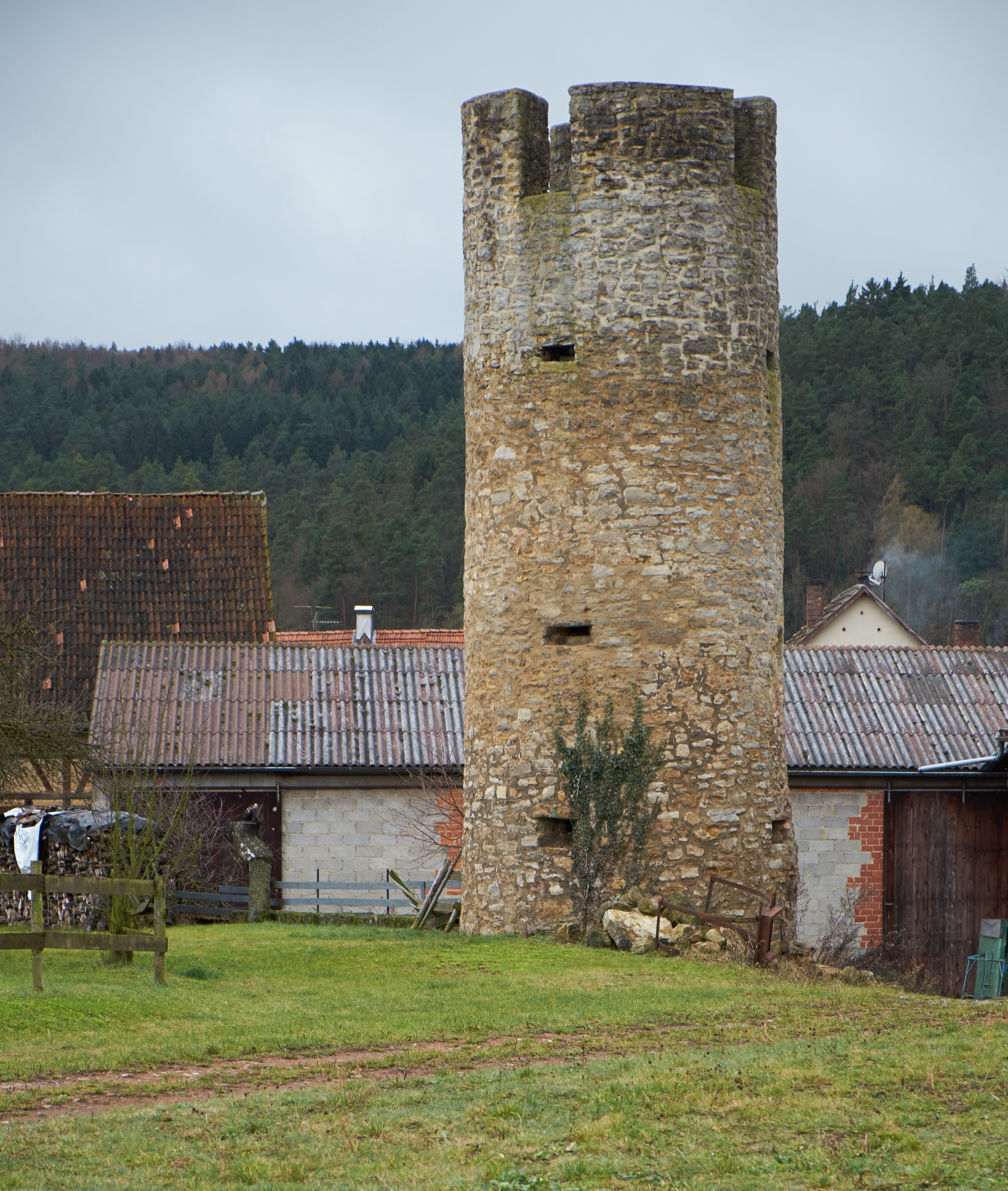
Rundturm, Am Dorfgraben bei Hauptstraße 10
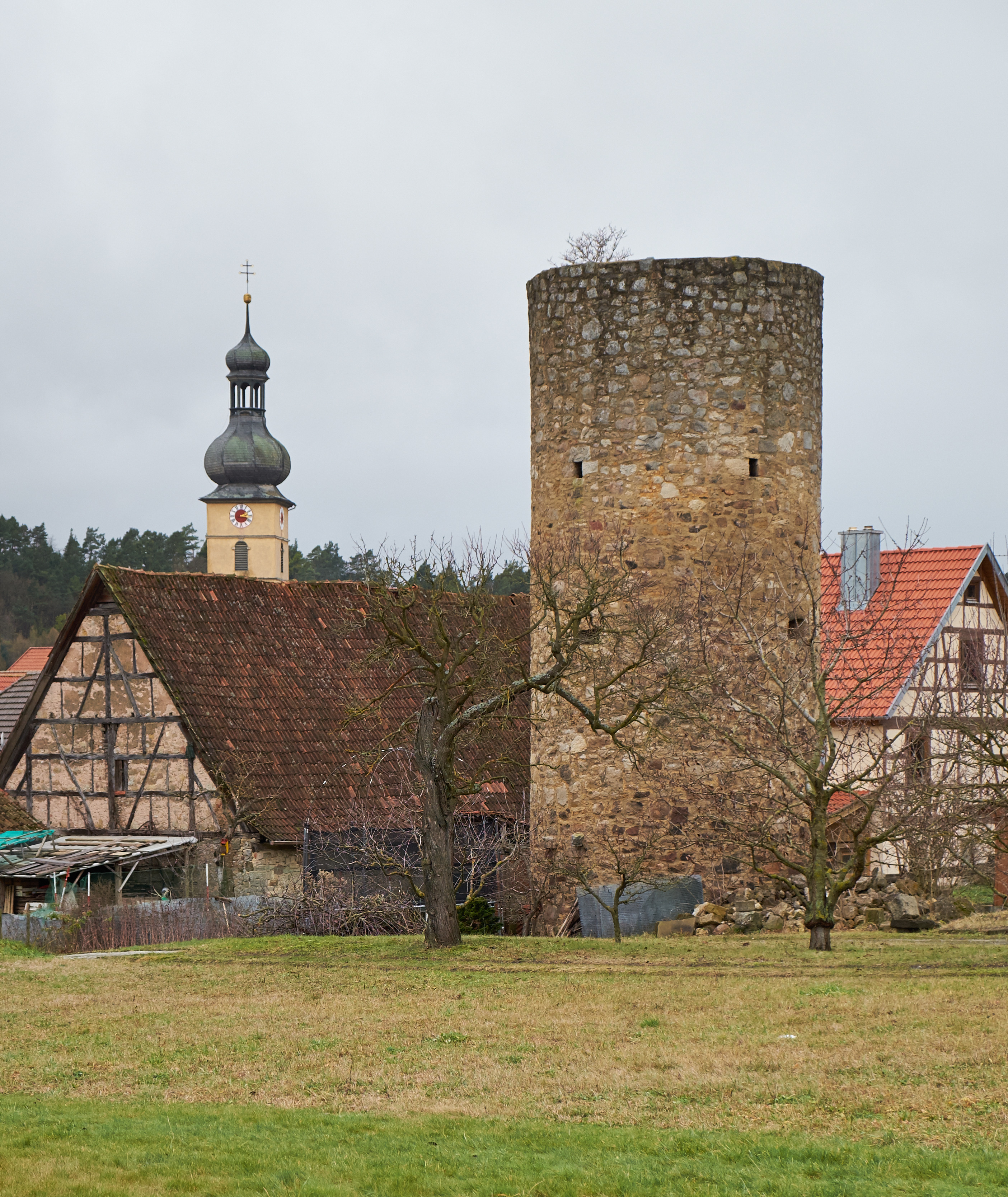
Rundturm, Am Dorfgraben, bei Hauptstraße 26
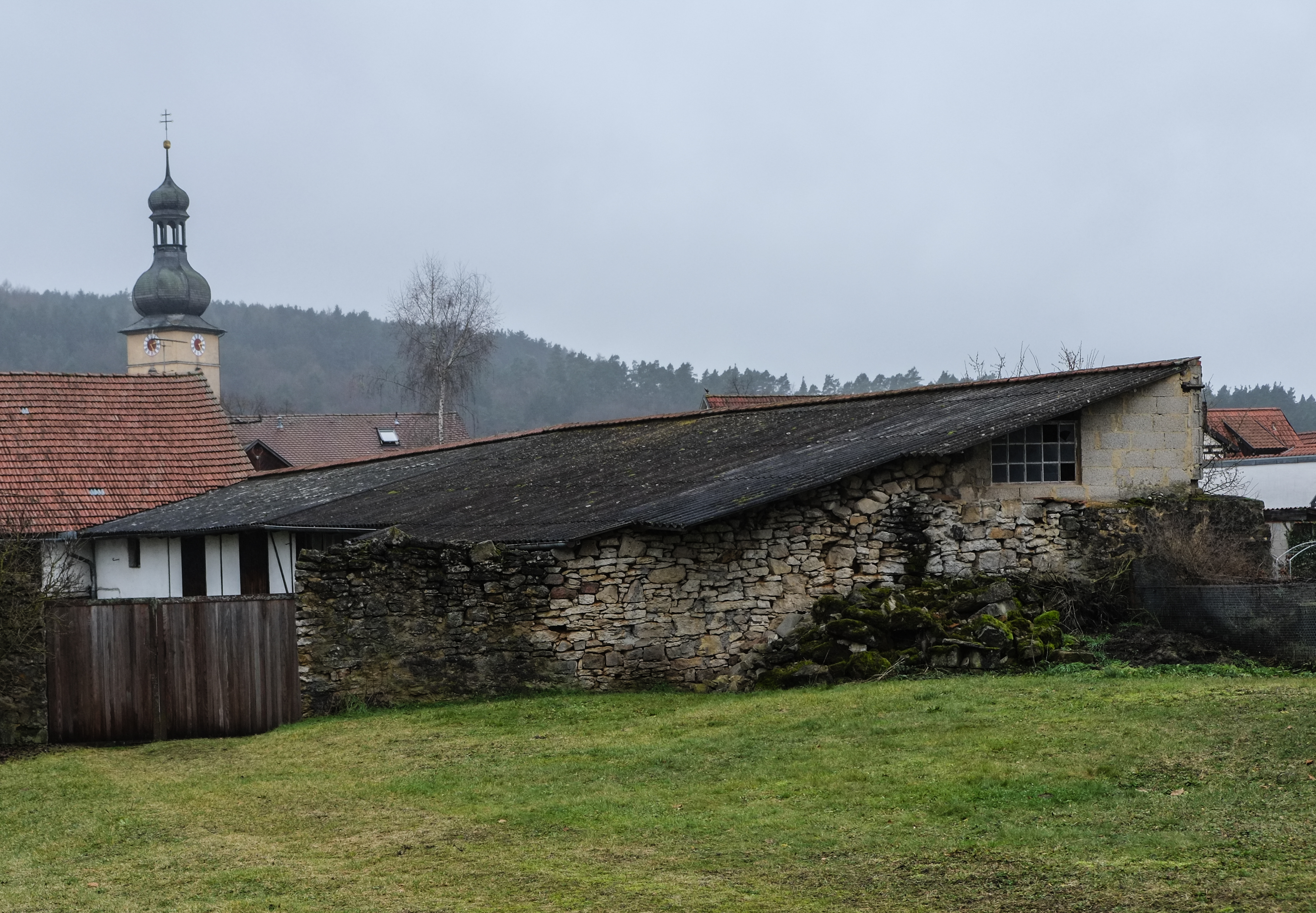
Mauerreste, Am Dorfgraben, bei Hauptstraße 46

## Baudenkmäler
| Lage | Objekt                                                        | Beschreibung | Akten-Nr.     | Bild           |
| --- | ------------------------------------------------------------- | --- | ------------- | -------------- |
| Am Dorfgraben 3 (Standort)                                                                                              | Bahnhof                                                       | Zweigeschossiger Walmdachbau aus Polygonalmauerwerkmit angeschlossenem Güterschuppen, 1899 | D-6-73-170-46 | BW             |
| Am Tanzberg (Standort)                                                                                                  | Nepomukfigur                                                  | Sandsteinstatue auf hohem Kalksteinsockel, frühes 19. Jahrhundert | D-6-73-170-8  | weitere Bilder |
| Am Tanzberg (Standort)                                                                                                  | Marienfigur                                                   | Sandsteinstatue auf hohem Kalksteinsockel, frühes 19. Jahrhundert | D-6-73-170-9  | weitere Bilder |
| Am Tanzberg 9 (Standort)                                                                                                | Sogenannte Kemenate, ehemaliges Speicherhaus                  | Steinhaus, dreigeschossiger turmartiger Bruchsteinbau mit Satteldach, 16. Jahrhundert | D-6-73-170-3  | BW             |
| Am Tanzberg 10 (Standort)                                                                                               | Ehemaliges Amtshaus des Zehnthofs, sogenanntes Altes Amtshaus | Stattlicher dreigeschossiger Traufseitbau mit Halbwalmdach, Erdgeschoss in Haustein mit Sitznischenportal an der Giebelfront, beide Obergeschosse mit reichem Zierfachwerk (Feuerböcke, profilierte Stockschwellen, geschnitzte Eckständer), 1615 | D-6-73-170-4  | weitere Bilder |
| Am Tanzberg 8 (Standort)                                                                                                | Zugehörige Fachwerkscheune                                    | 18. Jahrhundert | D-6-73-170-4  | BW             |
| Am Tanzberg 10 (Standort)                                                                                               | Bruchsteinhofmauer                                            | Seitlich, im rundbogigen Hoftor Diamantierungen im Gewände | D-6-73-170-4  | weitere Bilder |
| Am Tanzberg 12 (Standort)                                                                                               | Pfarrhaus                                                     | Zweigeschossiger klassizistischer Putzbau, durch Friese gegliedert, Walmdach, 1831–32. Im Februar 2019 durch Brand stark beschädigt, seitdem Renovierungsarbeiten. | D-6-73-170-5  | BW             |
| Am Tanzberg 15 (Standort)                                                                                               | Hinterhaus, sogenannte Kemenate                               | Steinhaus, dreigeschossiges Speicherhaus in Bruchstein mit Satteldach, 16. Jahrhundert | D-6-73-170-6  | BW             |
| Am Tanzberg 16 (Standort)                                                                                               | Katholische Pfarrkirche St. Vitus                             | Neugotische Saalkirche mit eingezogenem polygonalem Chor, 1859, Turmuntergeschoss mittelalterlich, barocker Turmaufbau mit Haubenlaterne 1711 von Johann Michael Schmitt; mit Ausstattung | D-6-73-170-7  | weitere Bilder |
| Am Tanzberg 14 (Standort)                                                                                               | Kirchgadenreste                                               | Mit Portal, bezeichnet „1542“ und frühgotischen monolithischen Dreipassnischen | D-6-73-170-7  | BW             |
| Am Wellberg, ehemals am Weg zur Knopffabrik Kemmer, heute bei Am Wellberg 1 (Standort)                                  | Bildstock                                                     | Mit Relief der Heiligen Familie, rückwärtig Kruzifix und Maria vor Fegefeuer, erste Hälfte 18. Jahrhundert | D-6-73-170-20 | BW             |
| An der Streu (Standort)                                                                                                 | Stele                                                         | Mit flacher stichbogiger Nische mit Relief eines Harfe spielendem Engelsputtos, um 1925 | D-6-73-170-26 | BW             |
| An der Streu 27 (Standort)                                                                                              | Ehemaliges Amtshaus                                           | Satteldachbau mit traufseitig freiliegendem Fachwerkobergeschoss, am verputzten Giebel aufwendiger Wappenstein, bezeichnet „1642–73“ | D-6-73-170-10 | BW             |
| An der Streu 47 (Standort)                                                                                              | Bauernwohnhaus                                                | Zweigeschossig, massives Erdgeschoss, Fachwerkobergeschoss, Satteldach, 1663 | D-6-73-170-12 | BW             |
| Brückengasse 1, vor dem Friedhof (Standort)                                                                             | Bildstock                                                     | Zweite Hälfte 18. Jahrhundert | D-6-73-170-18 | BW             |
| Brückengasse 1 (Standort)                                                                                               | Friedhofskapelle                                              | An das südliche Ende der Friedhofsmauer angefügter und hier in eine Treppenanlage eingefügter mit Naturstein verkleideter Bau, zum Friedhof vorgelagert offene Flachdachhalle auf dünnen Stützen mit schmalem, schräg aufsteigendem Turm, seitlich des Kapelleneingangs durch drei auf die Friedhofsmauer gesetzte großflächige Farbglasfenster mit christlicher Symbolik abgeschlossen, drittes Viertel 20. Jahrhundert | D-6-73-170-43 | BW             |
| Hauptstraße 16 (Standort)                                                                                               | Sogenannte Kemenate                                           | Turmartiges Steinhaus, dreigeschossiger Speicherbau in Bruchstein mit Satteldach, 16. Jahrhundert | D-6-73-170-30 | BW             |
| Hauptstraße 18 (Standort)                                                                                               | Hofportal                                                     | Bruchstein mit rundbogigem Tor und rundbogiger Gangpforte, bezeichnet „1699“ | D-6-73-170-13 | BW             |
| Hauptstraße 26 (Standort)                                                                                               | Hofportal                                                     | Rundbogiges Tor, spitzbogige Gangpforte, im Mauerstück darüber Wappenschild, 16./17. Jahrhundert | D-6-73-170-14 | BW             |
| Hohe Gasse 1 (Standort)                                                                                                 | Parallelhof                                                   | Zweigeschossiges giebelständiges Wohnstallhaus, Fachwerkbau mit Satteldach, Giebel mit Zierfachwerk, bezeichnet „1713“ | D-6-73-170-31 | BW             |
| Hohe Gasse 1 (Standort)                                                                                                 | Parallelhof                                                   | Giebelständiges zweigeschossiges Wohnhaus, Fachwerkobergeschoss, 1898 | D-6-73-170-31 | BW             |
| Hohe Gasse 3, 5 (Standort)                                                                                              | Zweigeschossiges Doppelhaus                                   | Traufständig, Fachwerk verputzt, 1666/67 (dendrochronologisch datiert) | D-6-73-170-32 | BW             |
| Mittelbühl, am Wellberg (Standort)                                                                                      | Katholische Kreuzkapelle                                      | Neuromanischer Saal mit eingezogenem polygonalem Chor und Dachreiter mit Zwiebelhauben, 1885 | D-6-73-170-27 | weitere Bilder |
| Mittelbühl, Streu, zwischen Friedhof und Kreuzkapelle (Standort)                                                        | Untere Streubrücke                                            | Dreibogige Steinbrücke mit Eisbrechern, 1568 | D-6-73-170-19 | BW             |
| Nähe Heidelsteinblick, am Langen Weg (Standort)                                                                         | Bildstock                                                     | Mit Beschlagwerksockel und kannelierter Säule, Aufsatz mit Passionsszenen (Dornenkrönung, Kreuzschlepper, Geißelung und Kreuzigung), Verdachung mit Inschrift, um 1600 | D-6-73-170-25 | BW             |
| Nähe Mellrichstädter Straße, Ortsausgang nach Mellrichstadt (Standort)                                                  | Zwei Steinkreuze                                              | Sandstein, 17. Jahrhundert | D-6-73-170-16 | BW             |
| Nähe Mellrichstädter Straße, Ortsausgang nach Mellrichstadt (Standort)                                                  | Bildstock                                                     | Auf balusterförmiger Säule mit applizierten Wappensteinen des Fürstbischofs Julius Echter von Mespelbrunn und Akanthuslaubkapitell Gehäuse mit vier gleich großen Passionsreliefs (Kreuzschlepper, Geißelsäule, Christus in der Rast, Kreuzigungsgruppe), bezeichnet „1611“ | D-6-73-170-15 | BW             |
| Stellberg, am Turmberg, oberhalb eines Forstwegs südlich der Straße nach Völkershausen (Standort)                       | Ruine eines Wartturms                                         | Runder Bruchsteinbau, 15. Jahrhundert | D-6-73-170-23 | weitere Bilder |
| Streu (Standort) | Brückenfigur                                                  | Auf der Oberen Streubrücke (sogenannte Johannesbrücke), Heiliger Johannes Nepomuk, 1718 | D-6-73-170-35 | BW             |
| Wegler, an der oberen Streubrücke (Johannesbrücke) (Standort)                                                           | Bildstock                                                     | Barock, Marienkrönungsrelief in Medaillon, seitlich darunter zwei Stifterfiguren, an den Schmalseiten Engel als Schreinwächter, rückwärtig Stifterinschrift, 1681 | D-6-73-170-28 | BW             |
| Wegler, Wellberg, Mittelbühl, Am Wellberg, von der westlichen Streubrücke über den Wellberg zur Kreuzkapelle (Standort) | Kreuzweg                                                      | Neuromanische steinerne Heiligenhäuschen mit historistischen Reliefszenen, die Station XII als freiplastische Kreuzigungsgruppe, wohl 1885 im Zusammenhang mit der Kreuzkapelle (siehe dort) entstanden (Station VII versehentlich bezeichnet „XII“); nicht nachqualifiziert, im Bayerischen Denkmal-Atlas nicht kartiert                                                                                                | D-6-73-170-29 | BW             |
| Weidig, Straße nach Ostheim (Standort)                                                                                  | Armenseelenkapelle                                            | Mit Pietà, 18. Jahrhundert, im Zuge des Straßenneubaus 1979 um ca. fünf Meter versetzt vereinfachend wiederaufgebaut, Pietà 1996 durch eine neue ersetzt | D-6-73-170-21 | weitere Bilder |
| Bahnstrecke Mellrichstadt - Fladungen (Standort)                                                                        | Nebenbahn Mellrichstadt - Fladungen                           | eröffnet 1898, ca. 19 km lange Trasse mit Brücken, Einschnitten Wasserdurchlässen, 1927 bei Stockheim zur Überbrückung der Staatsstraße angehoben und mit den entsprechenden Ingenieursbauten versehen | D-6-73-170-45 | BW             |

## Ehemalige Baudenkmäler
In diesem Abschnitt sind Objekte aufgeführt, die früher einmal in der Denkmalliste eingetragen waren, jetzt aber nicht mehr. Objekte, die in anderem Zusammenhang also z. B. als Teil eines Baudenkmals weiter eingetragen sind, sollen hier nicht aufgeführt werden. Aktennummern in diesem Abschnitt sind ehemalige, jetzt nicht mehr gültige Aktennummern.

| Lage                     | Objekt        | Beschreibung                                                                            | Akten-Nr.     | Bild |
| ------------------------ | ------------- | --------------------------------------------------------------------------------------- | ------------- | ---- |
| Am Tanzberg 2 (Standort) | Wohnhaus      | Zwei massive Geschosse, wohl 1988 stark überformt, Halbwalm mit Fachwerkgiebel von 1615 | D-6-73-170-2  | BW   |
| Hauptstraße 3 (Standort) | Portalgewände | Im Spitzbogen bezeichnet „1569“                                                         | D-6-73-170-41 | BW   |